# Stanisław Wyżycki
Stanisław Wyżycki herbu Osmorog (zm. 5 czerwca 1680) – chorąży kijowski w latach 1665–1679, stolnik nowogrodzki siewierski w latach 1653–1665. Starosta taborowski.
Był elektorem Michała Korybuta Wiśniowieckiego z województwa kijowskiego w 1669 roku. W 1674 roku był elektorem Jana III Sobieskiego z województwa kijowskiego. Poseł na sejm koronacyjny 1676 roku.